# Sputnik (programma televisivo)
Sputnik è stato un programma comico trasmesso da Italia 1 nel 2007, e riproposto su Italia 2 nel 2012.
Il programma andava in onda il mercoledì in seconda serata.

## Format
Sputnik veniva presentato come una nuova piattaforma satellitare (da qui il nome della trasmissione) ricca di nuovi canali e programmi, presentati in chiave parodistica. I nuovi canali presentati erano soltanto un pretesto per le esibizioni e gli sketch comici degli attori che animavano il programma.

## Conduzione
Il programma era presentato dall'attrice texana Jessica Polsky, il cui compito era quello di far conoscere al pubblico i contenuti del pacchetto satellitare Sputnik, proprio come se si stesse assistendo ad una televendita.

## Cast
Tra i comici che presero parte a Sputnik si possono ricordare:
- Debora Villa
- Pali e Dispari
- Paolo Cevoli
- Michi e Lesc
- Katia & Valeria
- Omar Fantini
- Scintilla
- Alessia Ventura
- Gianni Fantoni
- Otello Cenci

La stessa Jessica Polsky, oltre che a condurre la trasmissione, partecipava ad alcuni sketch.
Al programma ha preso parte anche la pornostar Elena Grimaldi.